# Ocea FPB 72
Ocea FPB 72 (англ. Fast Patrol Boat 72 — укр. Швидкий патрульний катер) — швидкі патрульні (сторожеві) катери французького суднобудівного підприємства Ocea з Нанта. На червень 2018 року катери FPB 72  поставлено Суринаму, Нігерії та Філіппінам. У стадії перемовин планується будівництво, у тому числі на українському підприємстві, катерів для України.

## Технічні дані
- Довжина катера - 24 метри;
- ширина - 5,8 метрів;
- водотоннажність - 120 тонн;
- осадка - 1,7 метри;
- рушійна сила - дві 10V 2000 M72 MTU мотори.
- максимальна швидкість 30 вузлів (56 км на год.);
- дальність -  
  - 1,500 км зі швидкістю 21 вузли (39 км на год.);
  - 3,700 км на швидкості 12 вузлів (22 км на годину);
- екіпаж - 12 осіб.[1][2][3][4]

Вони можуть бути озброєні кулеметами, або автоматичною гарматою. 

## Оператори
- Філіппіни: 4 катера (2018-2019 рр.)[6][7][8][9]
- Нігерія: 7 катерів (2012-2017 рр.)[6][7]
- Суринам: 2 катера (201? р.)[6][7]

### Нігерійські ВМС
Сім суден Ocea FPB 72 були поставлені флоту Нігерії: 
- у 2013 році - NNS Окпоку (P175), NNS Бомаді (P176) та NNS Бадагри (P177)[5],
- у 2017 році - NNS Широро (P185) та NNS Осі (P186)[1][2],
- у 2018 році - NNS Ґонґола (P189) та NNS Калабар (P190).

### Філіппінська берегова охорона
9 вересня 2014 року Філіппінська берегова охорона (PCG) через Міністерство транспорту (DOTr) та французьку суднобудівника Ocea уклали угоду про постачання 4 24-метрових патрульних катерів FPB-72 та одного 82-метрового морського патрульного корабля OPV-270 за наданою позикою уряда Франції.
Патрульні катери FPB-72 позначені як патрульні судна класу Боракай у Філіппінській берегоохоронній службі. 
Перший з чотирьох FPB-72, BRP Боракай (FPB-2401) прибув на пристань Алава в Субіку, Філіппіни 8 серпня 2018 року, тоді як другий катер, BRP Панглао (FPB-2402), прибув 3 вересня 2018 року.
Третій катер BRP Маламаві (FPB-2403) доставлений у листопаді 2018 року. Четвертий патрульний катер FPB-72 для берегової охорони Філіппін, BRP Каланггаман (FPB-2404) доставлений у січні 2019 року. 